# Första messeniska kriget
Det första messeniska kriget var ett krig mellan Messenien och Sparta som varade från år 743 f.Kr. till år 724 f.Kr.
Kriget anses av vissa vara en fortsättning på de konflikter som uppstått mellan akajer och dorer under den doriska invasionen och  båda staterna använde detta som ursäkt för att föra krig mot varandra. Kriget varade i nästan 20 år och slutade med en spartansk seger. Messenierna flydde antingen till andra stater eller förblev i det spartanska riket som heloter (livegna). De skulle förbli heloter under Sparta i flera århundraden fram till dess att Sparta integrerade dem i sin armé.

## Bakgrund
Den grekiska halvön Peloponnesos behärskades av akajerna fram till invasionen 1104 f.Kr. då dorerna erövrade och delade upp området. Den doriske hövdingen Temenus tog Argos, Cresphontes tog Messenien och Aristodemus tvillingsöner blev härskare över Sparta. Neliderna, den tidigare härskande ätten i Messenien, flydde tillsammans med Atreiderna (härskare över Mykene och Argos) till Aten. Större delen av den inhemska befolkningen (akajerna) stannade kvar i Messenien.
De erövrande dorerna koloniserade Peloponnesos. Sparta växte till en liten men stark stadsstat. Theras (de härskande tvillingarnas morbror) styrde i tvillingarnas ställe tills de blev gamla nog och lämnade sedan över makten till dem. Han tog därefter med sig en del av befolkningen och gav sig av till ön Santorini och grundade där staden Theras.
I Messenien hade akajerna accepterat Cresphontes som sin konung. Han gifte sig med Merope som var prinsessa av Arkadien samt akaj. Trots förbundet delade Cresphontes ut land till doriska adelsmän. Resultatet blev att Cresphontes och alla hans söner (utom en) mördades av den akaiska adeln. Sonen Aepytus överlevde eftersom han vid tillfället studerade i Arkadien.

### Aepytus blir kung
När Aepytus blivit vuxen återinsattes han som kung av Messenien tack vare stöd från kungarna av Sparta, Arkadien och Argos. Den akaiska adeln vanns över med gåvor och utlovat inflytande över riket. De som begått morden på Cresphontes och hans söner avrättades. Aepytus grundade den aepytiska dynastin och slutade helt referera till sitt halvdoriska ursprung. Dynastin kom därmed att bli helt integrerad i den akaiska kulturen. De gjorde den akaiska helgedomen på Ithomeberget till sin egen och tvingade även den doriska befolkningen att dyrka där. Detta väckte missnöje bland dorerna då de ansåg att de skulle vara den härskande klassen i Messenien eftersom det var de som erövrat riket. De fick stöd av Sparta som även det styrdes av dorerna. Ursprungsbefolkningen i Sparta hade blivit peroiker (en social klass för handelsmän och hantverkare som inte var slavar och inte behövde ingå i armén men saknade rösträtt).

### Incidenten vid Limnatis
Den starka fientligheten mellan akajerna och dorerna visade sig genom en incident i Artemistemplet vid Limnatis som låg mellan Messenien och Lakonien. År 768 f.Kr. (25 år innan kriget) blev kung Phintas av Messenien inbjuden till en festival i templet och tog med sig en del av sitt folk. 
Det finns två versioner av vad som skedde på platsen.
- Enligt den spartanska versionen anföll messenierna de festande när de kom till platsen. De våldtog templets jungfrur och dräpte Teleklos som var en av Spartas kungar. Lakonierna (de doriska invånarna i Sparta) chockerades av händelsen då tempel och festivaler var heliga och det ansågs vara tabu att bruka våld på dessa platser (till och med en efterlyst man ansågs vara säker i ett tempel). Den spartanska versionen anger inget bakomliggande motiv till anfallet.[1]

- Den messenska versionen berättar att de anlände till platsen och där insåg att de jungfrur som deltog i festivalen egentligen var skägglösa unga män förklädda till kvinnor och ledda av Teleklos. De unga männen försökte omringa messenierna för att mörda deras adelsmän men de var oerfarna krigare och messenierna lyckades därmed lätt besegra dem. De avrättade sedan Teleklos för hans förräderi. I övrigt försvarade sig messenierna med att templet var ett akaiskt tempel och att det inte fanns några förbud mot att bruka våld på en sådan plats.[1]

Den grekiske historikern Pausanias (100 f.Kr.) kommenterar händelserna: "dessa är historierna, tro på den ena eller den andra utifrån vems sida du ställer dig på".

## Anledning till kriget

### Den officiella anledningen

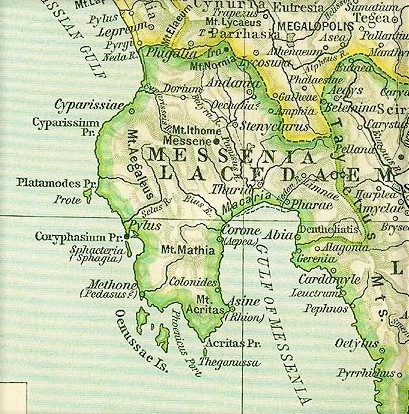
Forna Messenien.

25 år efter incidenten vid Limnatis ställdes hatet mellan messenierna och spartanerna på sin spets. Den direkta anledningen var en händelse beträffande boskapsstöld. Polychares av Messenien, en atlet och vinnare av de olympiska spelen hyrde betesmark av spartanen Euaiphnos. Euaiphnos stal dock Polychares boskap och sålde den. När  Polychares frågade vart hans boskap tagit vägen sa Euaiphnos att den stulits av pirater. Medan de samtalade kom en lokal herde vandrandes, han hade sett Euaiphnos sälja boskapen och berättade detta för Polychares som blev rasande. Euaiphnos bad om ursäkt för det hela och lovade att hämta pengarna han fått för försäljningen och ge dem till Polychares. Polychares litade inte på honom men när Euaiphnos erbjöd att Polychares son kunde följa med honom så att allt gick rätt till gick han med på det. 
Euaiphnos och Polychares son begav sig mot Euaiphnos hem men så fort de passerade gränsen till Sparta mördade Euaiphnos sonen. När Polychares fick reda på detta begav han sig till Sparta och bad det styrande rådet om rättvisa. De lyssnade dock inte på honom och på väg hem mördade han de ensamma spartaner han stötte på i sin sorg. När Sparta fick reda på detta skickade de ett sändebud till Messenien och krävde att Polychares skulle utlämnas till dem. Det messeniska rådet svarade att de gick med på detta om Euaiphnos i sin tur utlämnades till dem.
Händelsen hade nu blivit känd i båda rikena och hatet kokade i båda rikenas invånare. Sparta gjorde ett ytterligare försök att förhandla med Messenierna och skickade nu sändebud direkt till rikets två kungar. Kung Androcles var för att lämna ut Polychares till spartanerna men kung Antiochus var emot detta. Under diskussionen började de gå igenom hela Messeniens historia med Sparta, och mordet på Teleklos togs upp. Diskussionen blev till slut så vild att båda kungarnas följeslagare drog sina vapen och i kalabaliken som följde dräptes Androcles. Antiochus sa sedan till den spartanska delegationen att han skulle lämna över ärendet till domstolen i Argos (bestående av Dorer) och domstolen i Aten (bestående av Ajakedier). Antiochus dog dock några månader senare och han efterträddes av sin son Euphaes. Brottmålet skickades därmed aldrig till de andra domstolarna och ingen slutlig dom uppnåddes. Trötta på att vänta beslutade de spartanska kungarna sig för att invadera Messenien.

### Den underliggande anledningen
Pausanias beskriver detaljerna om den officiella anledningen till kriget men han skriver även själv att den underliggande anledningen egentligen var den etniska och territoriella spänningen som fanns mellan messenier och lakonier. Flera forskare har genom århundradena gått igenom berättelsen och sökt efter den verkliga anledningen till kriget. Den nutida historikern William Dunstan menar till exempel att invasionen av Messenien var ett alternativ till det koloniserande som andra stadsstater under perioden bedrev och att syftet var att lindra den överbefolkning som rådde i Sparta. Inga konkreta bevis för detta presenteras dock. Dunstan menar vidare att ett annat mål var rikedom för den spartanska adeln. Sparta var ingen framstående handelsstad och spartanska lyxvaror var få och inte särskilt dyra. Efter kriget skulle Spartas ekonomi få ett rejält uppsving genom introducerandet av Heloterklassen. Dock finns inga bevis för att detta var en del av planen med kriget utan det verkar snarare ha varit en oväntad, och för spartanerna, lyckosam, effekt av kriget.
Det starkaste beviset för ett alternativt motiv med kriget står att finna i ett direkt erkännande av den spartanske kungen Polydorus gällande att Sparta var i behov av messeniernas land. Vid krigets utbrott existerade den spartanska livsstilen redan och staten hade en professionell armé tränad sedan barnsben. Detta framstår tydligt i deras krigföring och i messeniernas ovilja att möta dem i öppen strid. Lakonien hade delats upp i 34,500 lika stora jordlotter och av dessa hade 30,000 getts till peroikerklassen och 4,500 till spartanerna. Att äga mark var inskrivet som ett tvång för soldater enligt spartansk lag och Sparta var därmed i behov av mer mark att dela ut. Som det stod sig innan kriget hade Sparta sannolikt en armé på cirka 3000 fotsoldater och 1500 ryttare. Efter kriget skulle Sparta komma att kontrollera två femtedelar av Peloponnesos och ytterligare 4,500 jordlotter skulle komma att delas ut. Dessa jordlotter var på cirka 22 hektar per lott och därmed ganska mycket mark. 

## Kriget

### Erövrandet av Ampheia
Då de inte lyckats få rättvisa på laglig väg beslutade sig Sparta slutligen för att anfalla Messenien. Kung Alcmenes samlade en armé och tvingade dem att svära en ed på att fortsätta kriget tills Messenien var helt besegrat oavsett hur lång tid det tog eller hur många förluster de led. Sparta marscherade sedan in i Messenien utan att först förklara krig vilket bröt mot den tidigare krigsseden.
Det första målet för Spartas armé var Ampheia vars exakta plats är okänd men som förmodas ha legat strax väster om Taygetusbergen. Spartanerna marscherade genom natten och kom på så sätt fram till Ampheia innan gryningen. Stadens portar var öppna och staden saknade garnison. Anfallet kom helt oväntat och första gången messenier insåg att de var i krig var när de spartanska trupperna stormade deras hem och ryckte upp dem ur deras sängar för att dräpa dem. Vissa satte sig i säkerhet i stadens tempel medan andra lyckades fly ut ur staden. Spartanerna plundrade Ampheia och gjorde sedan staden till en militär fästning för vidare anfall mot Messenien. Kvinnor och barn som överlevt slakten togs till fånga och de män som överlevt såldes senare som slavar till de andra stadsstaterna.
När nyheterna om Ampheias fall spreds i Messenien samlades folk från hela landet vid huvudstaden Stenykleros. Kung Euphaes talade till dem där och sa åt dem att stå fast i rikets tid av kris samt att både rättvisan och gudarna var på deras sida då Sparta anfallit först. Han beväpnade sedan sin befolkning och såg till så att de fick påbörja militär träning.
Euphaes förlitade sig på befästningar och han såg till att alla messeniska städer fick vaktstyrkor och förbättrade murar. Dock förbjöd han sina soldater från att möta den spartanska armén i fält vilket snabbt ledde till ett stillestånd. Den spartanska armén plundrade landsbygden och sökte specifikt efter säd och skatter men de lämnade infrastrukturen och skogarna ifred då de förväntade sig ha användning av dem efter kriget. Samtidigt kunde de inte belägra någon av de befästa städerna då detta gjorde dem sårbara för anfall från närliggande städer. Messenierna i sin tur höll sig i sina städer utan att försöka bekämpa den spartanska armén och de gjorde ibland räder mot det lakoniska gränslandet vid de tillfällen då de visste att Spartas armé var för långt bort för att kunna hindra dem. Situationen fortsatte oförändrat i några år.

### Slaget vid ravinlägret
Sommaren 739 f.Kr. beslutade sig Euphaes för att det var dags att anfalla spartanerna och driva iväg dem från Messenien. Spartanernas konstanta räder mot landsbygden hade sakta förstört Messeniens möjlighet till att bedriva jordbruk och situationen var på väg att bli ohållbar. Euphaes ansåg att hans soldater nu var nog tränade för att kunna möta Sparta i öppet fält. Han marscherade med sin armé mot Ampheia och började uppföra ett befäst läger i närheten av staden. Messenierna verkar inte ha förväntat sig ett direkt anfall av Sparta utan de verkar snarare ha försökt flytta fronten närmare fienden för att sedan utföra snabba anfall därifrån, en taktik som romarna senare skulle använda sig av med stor framgång.
Huruvida messenierna visste vart spartanerna befann sig är okänt men spartanerna hade åtminstone koll på den messeniska armén. När de insåg att Euphaes var på väg att bygga ett befäst läger skickade de efter förstärkning från Ampheia och den spartanska armén marscherade genast mot lägret. Euphaes hade dock förväntat sig detta och hans läger låg vid kanten av en flodravin som hindrade den spartanska armén från att direkt anfalla lägret. Spartanerna beslutade sig för att följa floden uppströms tills de kunde hitta en plats att korsa floden och Euphaes skickade en här på 500 ryttare och lätt infanteri som följde den spartanska armén steg för steg. När spartanerna försökte korsa floden slogs de tillbaka av messenierna. Lägret blev färdigbyggt dagen efter och den spartanska armén drog sig tillbaka till den spartanska gränsen.
Slaget vid ravinlägret beskrivs ofta som oavgjort då båda sidor kunde fortsätta kriget efteråt. Dock anses det ha varit en taktisk messenisk seger. 

### Slaget i närheten av Ampheia
Både messenierna och spartanerna förstod att ett avgörande slag skulle ske i den kommande kampanjsäsongen efter slaget vid ravinlägret och de förberedde sig därefter. Spartas kung Alcmenes dog och han efterträddes av sin son Polydorus medan den messeniska armén i det befästa lägret ställdes under general Cleonnis. När kampanjsäsongen började ledde Cleonnis genast den messeniska armén österut för att möta den spartanska armen som var på väg in i Messenien från väst. Med honom fanns även kung Euphaes och flera messeniska adelsmän. Arméerna mötte varandra på ett fält i närheten av Taygetusbergen, exakt vart slagfältet var är okänt men det tros ha varit i närheten av Ampheia. Båda arméerna bestod till större del av tungt infanteri men spartanerna hade även med sig lätt infanteri i form av Dryoper som var ett grekiskt ursprungsfolk som tidigare drivits iväg från sina hemtrakter av dorerna. Dryoperna hade dock utlovats spartanskt skydd i utbyte mot att de stred mot Messenien på Spartas sida. Utöver dessa hade Sparta även anställt en trupp av bågskyttar från Kreta. Det lätta infanteriet kom dock inte att delta i själva slaget utan båda sidor höll dem i reserv.
Arméerna ställde upp på linje mitt emot varandra. Den messeniska armén leddes av Cleonnis i mitten med Euphaes och general Antandros på den vänstra flanken och general Pythartos på den högra. Den spartanska armén leddes av adelsmannen Euryleon i mitten med kung Polydorus på den vänstra flanken och kung Theopompus på den högra. Theopompus höll tal inför den spartanska armén och talade om ära och rikedom och han påminde dem om den ed de tidigare svurit. Kung Euphaes talade till den messeniska armén och han berättade istället om Ampheias öde och att endast död och slaveri väntade dem om de inte besegrade spartanerna. Slaget påbörjades sedan med hornstötar och båda arméerna marscherade emot varandra.

### Falangparadoxen

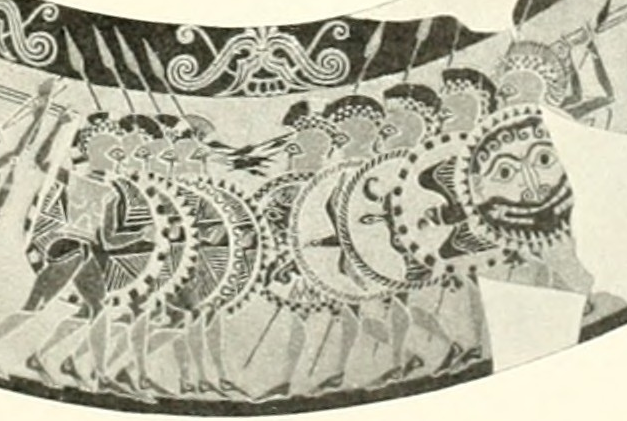
Chigivasen från 655 f.Kr.. Första kända avbildningen av Hopliter i historien.

Pausanias beskrivning av slaget skapar en historik paradox. Han beskriver de båda arméernas olika stridssätt som följande:
"Messenierna sprang mot lakonierna utan att tänka på sina liv. Vissa av dem kastade sig framåt mot fienden ut ur sina egna led och utförde stordåd av mod, Spartanerna å andra sidan var försiktiga med att hålla sin formation. De hade uppfostrats till krig och visste att messenierna skulle slukas av deras djupare formationer och att den messeniska linjen inte skulle kunna hålla ut lika länge som den spartanska. De skapade ett dödens fält framför sig med sina spjut och de messenier som stannade för att plundra de döda spetsades utan att se vad som var på väg att hända." 

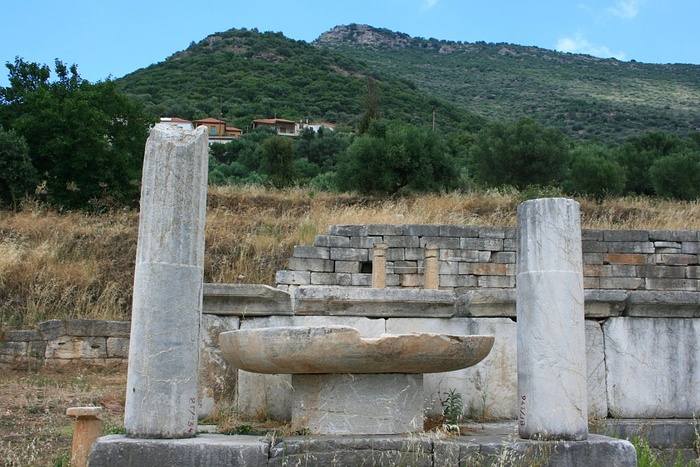
Altare vid Ithomeberget.

Paradoxen ligger i att spartanerna här verkar använda sig av en hoplitfalang vilket är underligt då det inte finns några bevis för att de grekiska soldaterna under denna period utvecklat hoplitfalangen och de första bevisen för en sådan typ av armé är från 650-talet f.Kr. och framåt.  Forskare har därför försökt hitta bevis på att falangsystemet användes tidigare än det man innan trott eller om det är möjligt att det första messeniska kriget egentligen inträffade senare än vad som tidigare antagits, inga av dessa försök har nått framgång. Dock menar Snodgrass att det är möjligt att hopolitfalangen började avbildas i konsten först på 650-talet f.Kr. och att den kanske egentligen var i bruk innan dess men då mindre standardiserad i sin utrustning än senare.

### Ithomeberget
Slaget slutade oavsett i en spartansk seger och messenierna flydde till fästingen på Ithomeberget. Väl där skickade de ett sändebud till oraklet i Delfi som berättade för dem att om de offrade en adlig oskuld skulle de kunna driva ut spartanerna ur riket. En dotter till den messeniska krigshjälten Aristodemus valdes som offer och när spartanerna hörde talas om vad messenierna gjort undvek de området kring Ithome i flera år men de fortsatte striderna i Messenien. Till slut stupade kung Euphaes och Aristodemus valdes då till ny kung av Messenien. Han ledde sin armé från Ithome och besegrade spartanerna i flera slag vilket fick dem att åter igen dra sig tillbaka till Sparta. Väl där skickade spartanerna ett eget sändebud till Delfi och oraklet lovade dem seger i kriget. Stärkta av detta invaderade Sparta Messenien en tredje gång. Denna gång segrade de i slagen och Aristodemus tog till slut sitt eget liv. Ithomefästningen intogs därefter och de messenier som inte flytt riket gjordes till slavar. Kriget var därmed över.

## Efterspel
Efter kriget hade Sparta tillskansat sig både rikedomar och land. Heloterklassen uppstod nu genom de kuvade messenierna vilka skulle ligga till grunden för det spartanska systemet där heloterna arbetade, peroikerna handlade och tillverkade och spartanerna stred. Heloterna skulle 685 f.Kr. komma att göra uppror mot sina spartanska överherrar vilket resulterade i det andra messeniska kriget.